# سر سوسماری تامسون
سر سوسماری تامسون (نام علمی: Freemanichthys thompsoni) نام یک گونه از تیره سرسوسماری است.این گونه بومی شمال‌غرب اقیانوس آرام است.این ماهی در اعماق ۱۰تا۳۰۰ متری یافت می‌شود.